# Candelabro

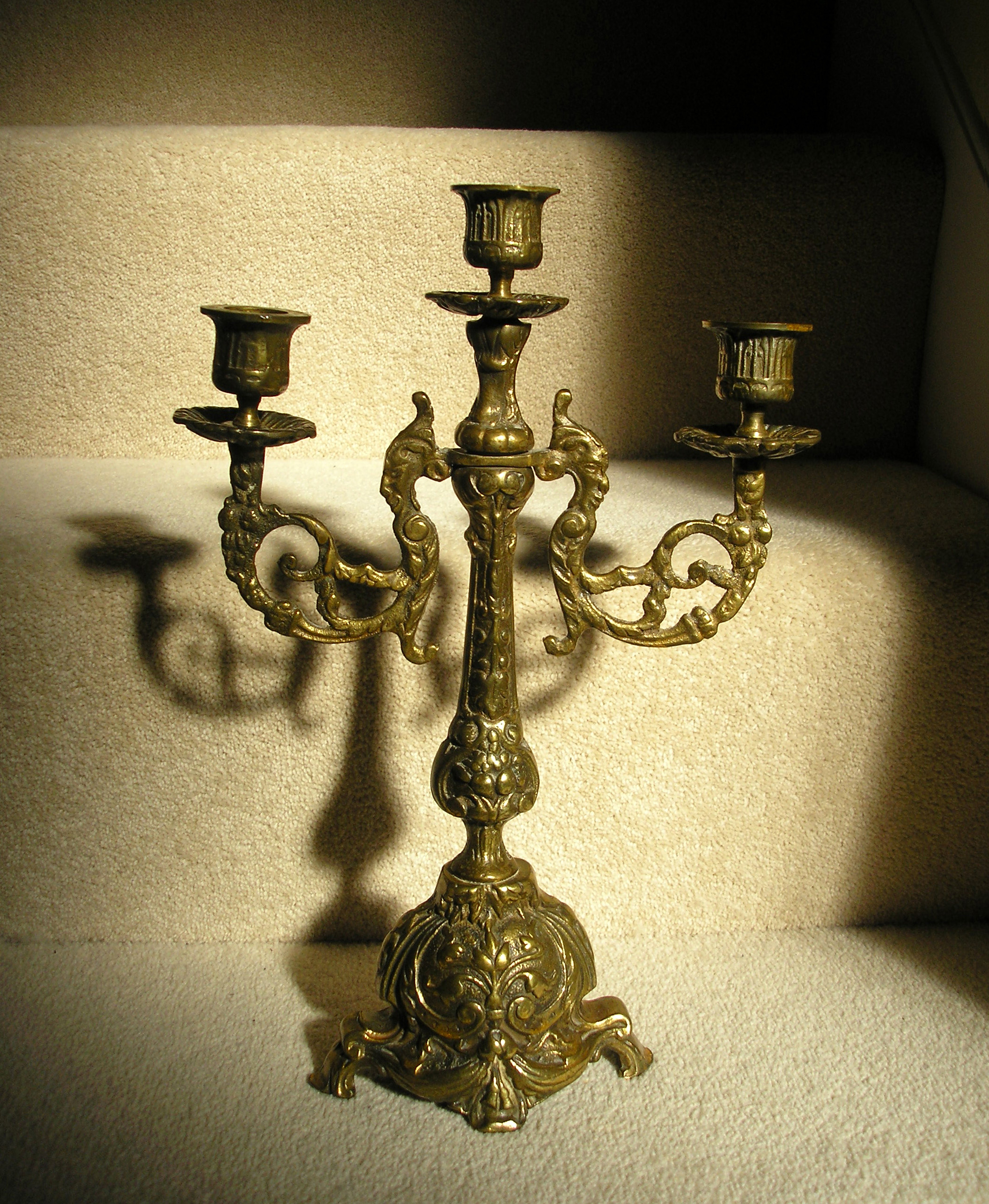
Candelabro di ottone

Il candelabro è un oggetto con la funzione di reggere le candele e con aspetto artistico. Un candelabro è un candeliere dotato di due o più braccia; solitamente è di notevoli dimensioni. L'inventario dei beni culturali del Cantone Ticino definisce candelabro anche un candeliere di dimensioni superiori ai 50 cm di altezza.

## Utilizzo
Oltre a essere un antico sistema di illuminazione, ha una funzione artistica o decorativa. Spesso è utilizzato durante riti e presente in luoghi di culto; un esempio è la Menorah ebraica, candelabro a sette bracci.
Dall'inizio della diffusione della luce elettrica il termine candelabro è diventato un termine di uso comune per indicare anche gli apparecchi di illuminazione di locali, installati sul soffitto o sulle pareti, che danno luce con lampadine ad incandescenza, neon o altre fonti di luce.

## Storia

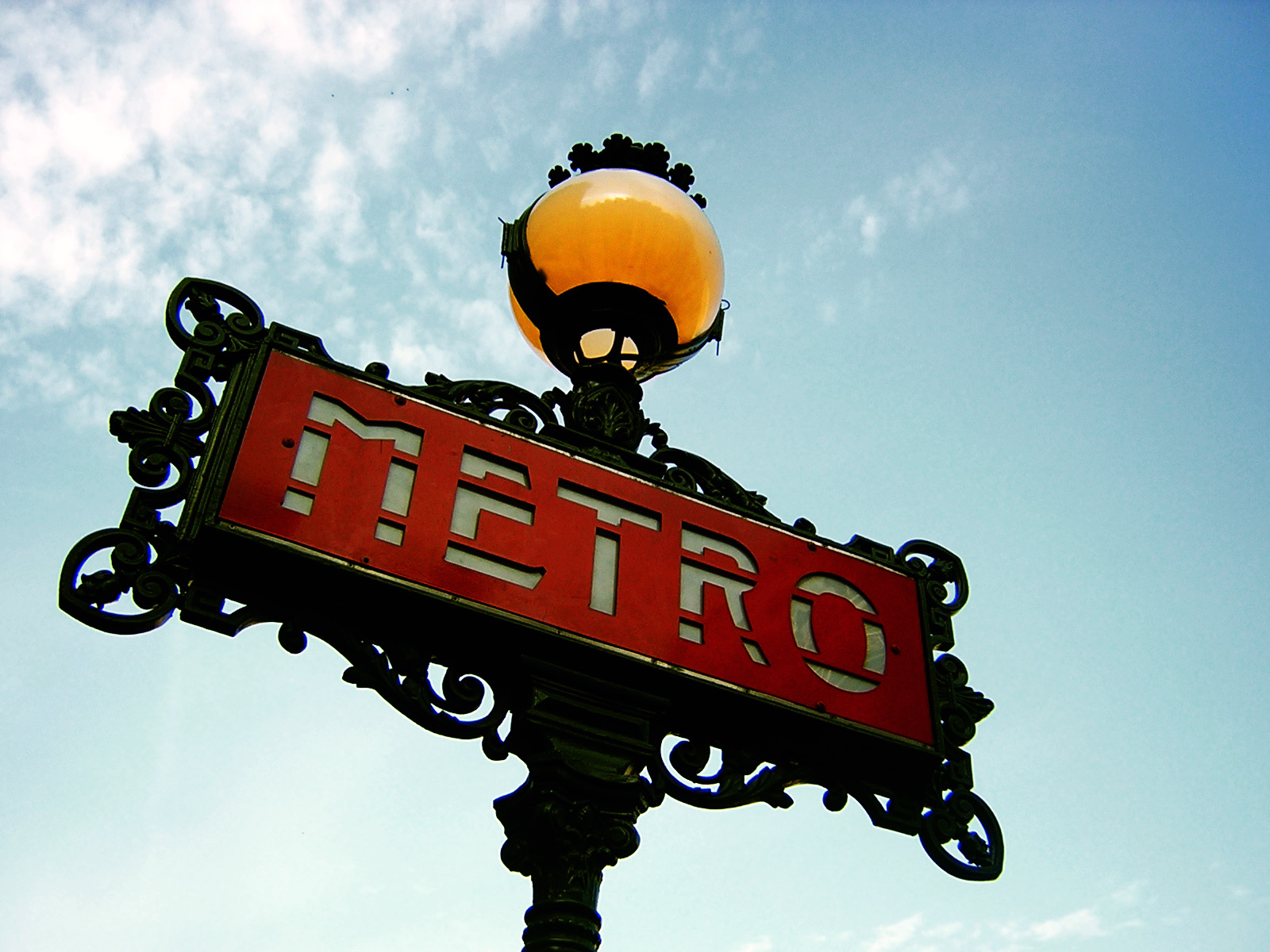
Candelabro elettrico della metropolitana di Parigi

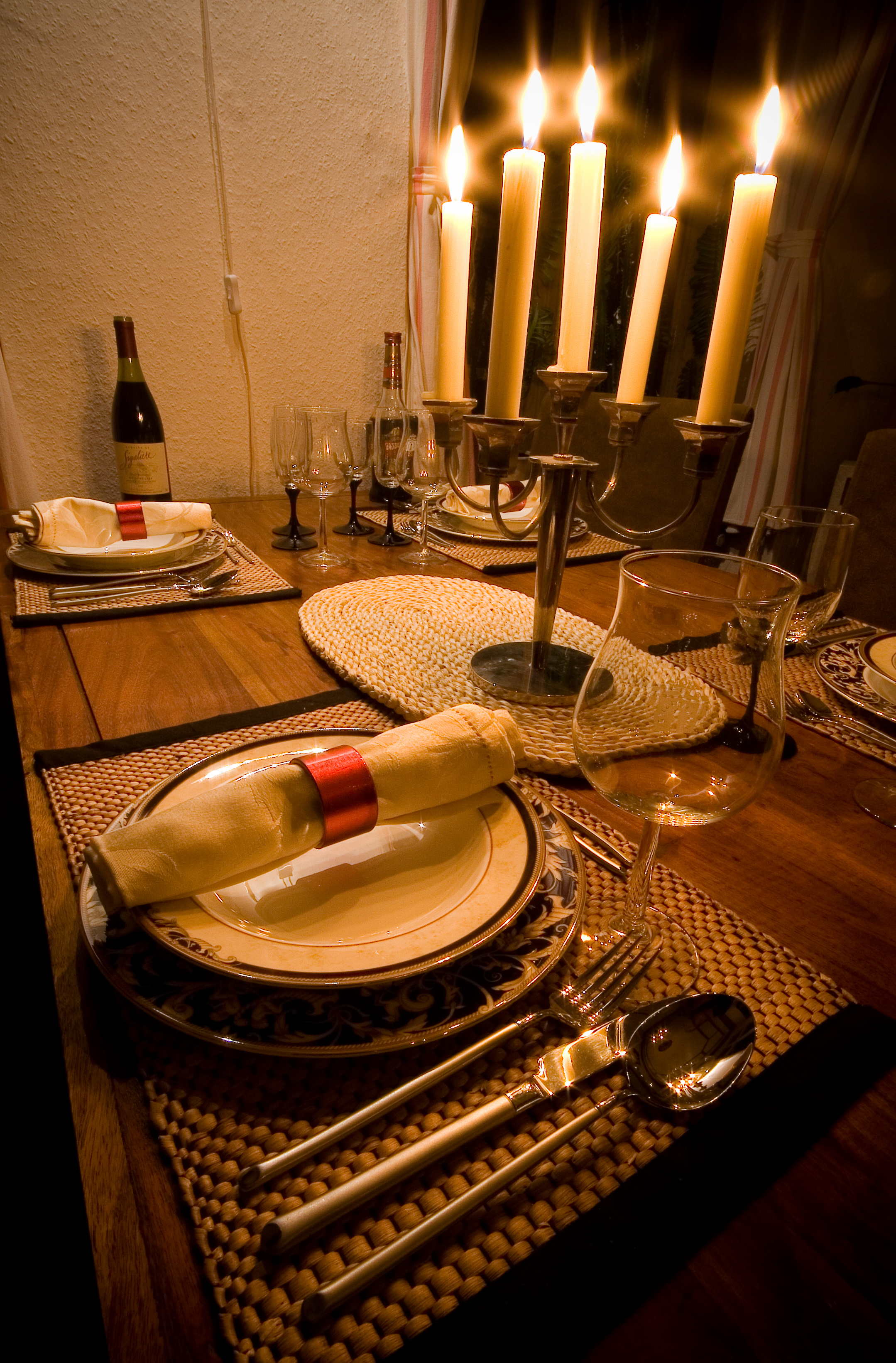
Moderno candelabro per uso domestico

Il candelabro era già noto presso gli etruschi e gli antichi romani. A Roma si diffusero due tipi di candelabri: uno bronzeo costituito da un fusto sagomato e quattro piedi a zampa di animale per un uso prettamente casalingo; l'altro, più grande, in marmo o in bronzo ricco di decorazioni, installato nei luoghi di culto e negli edifici pubblici.
Intorno all'VIII secolo si imposero nei luoghi di culto cristiani e non furono rari quelli prodotti con oro e argento. Durante il periodo romanico l'oggetto subì alcune varianti, come quella dei candelabri a foggia di colonna e poggianti su basi decorate. Nel periodo Gotico fiorì la produzione religiosa inglese, francese e germanica che solamente nel tardo barocco tese ad esaurirsi.
Nel Novecento si è diffusa sia la ricerca dei pezzi di antiquariato riguardanti candelabri di vari paesi europei, sia la tendenza a imitare alcuni modelli del passato, tra i quali si annoverano le appliques ("candelabri") francesi dei tempi di Luigi XVI, in bronzo dorato, e quelli veneziani in vetro con cristallo tagliato a goccia.
Per quanto oggigiorno abbia spesso un uso marginale o nullo, a causa della luce elettrica, i candelabri e i candelieri sono ancora spesso inseriti come accessori d'arredamento anche nelle case moderne.

## Bibbia e letteratura
Nella Bibbia, nell'Apocalisse di Giovanni (12-20), sono presentati "sette candelabri" che hanno una valenza simbolica, in quanto rappresentano le sette Chiese. Essi sono raffigurati talvolta anche nell'arte cristiana, come sui mosaici bizantineggianti dell'abside di Santa Maria in Trastevere a Roma. 
Nella Divina Commedia, sul Paradiso terrestre (Purgatorio - Canto ventinovesimo, vv. 37-60), è descritta una processione allegorica di cui fanno parte anche sette candelabri, con riferimento a quelli menzionati nell'Apocalisse di Giovanni.